# Ablemma prominens
Ablemma prominens is een spinnensoort in de taxonomische indeling van de Tetrablemmidae.
Het dier behoort tot het geslacht Ablemma. De wetenschappelijke naam van de soort werd voor het eerst geldig gepubliceerd in 2008 door Tong & Li.